# عمر فائق شنيب
عمر بن محمد شنيب الملقب بـ: عمر فائق شنيب؛ سياسي ليبي.

## عنه
وُلد في درنة عام 1889م، وتعلّم في المدارس التركية وأجاد التحدث والكتابة بها، وعُيّن مديراً لدائرة الأملاك في درنة، ثم في أواخر العهد العثماني الثاني وحتى مطلع عام 1912م عُيّن مديراً للسلوم وكانت حينذاك جزءاً من ولاية طرابلس العثمانية.
وعند وقوع الغزو الإيطالي واحتلاله لليبيا كان في مقدمة صفوف المجاهدين في القتال في درنة ونواحيها، ثم هاجر إلى الشام، وأقام مع أسرته وأسر ليبية أخرى في دمشق وهناك قدّرته الحكومة فعينته موظفاً كبيراً بها، وأضحى فيما بعد مديراً للقنيطرة.

## نشاطه

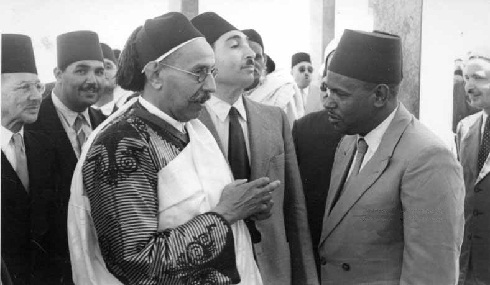
عمر فائق شنيب (أقصى يسار الصورة) مع الملك إدريس (بالزي الليبي في وسط الصورة)

نشط في ديار الهجرة مع زملائه الليبيين في الدفاع عن القضية الوطنية بكتابة المنشورات وعقد الاجتماعات والندوات وتنظيم أمور الجالية الليبية وتبلور ذلك في النهاية بتأسيس جمعية الدفاع الطرابلسي البرقاوي عام 1924م مع بشير السعداوي وعبدالغني الباجقني وفوزي النعاس وعبدالسلام أدهم وبكري قدورة .. وغيرهم، وأصدر بعض الكتب دفاعاً عن ليبيا وقضيتها منها ليبيا مهد البطولة وعرين الأسود، الأندلس الثانية أو طرابلس وبرقة والفظائع السود الحمر، وفيما بعد (للحقيقة والتاريخ) وهو مايزال مخطوطاً.
عند اندلاع الحرب العالمية الثانية عام 1939م كان من بين الزعماء الذين بادروا للتنسيق مع إدريس السنوسي الموجود في مصر من أجل تحرير البلاد وتحقيق انتصارها وفقاً لترتيبات ومتغيرات الوضع الدولي الجديد الذي نشأ مع الحرب وتزامن مع تداعياتها، فكانت له مراسلات في هذا السياق معه، ومع سليمان باشا الباروني الموجود في الهند، وعلي باشا العابدية في المفرق بشرق الأردن، ثم حضر إلى القاهرة وشارك في اجتماع 9 أغسطس 1940م، وأسهم بكل فعالية ووطنية في تشكيل الجيش الليبي بالكيلو تسعة بالطريق الصحراوي غربي القاهرة، وعُيّن ضابطاً به، كما أدار مكتب الجيش ومكتب إدريس السنوسي، وحرر رسائله وبرقياته وأوامره بحكم خبرته الإدارية، وكان موضع ثقة كبيرة .
عاد مع إدريس السنوسي إلى بنغازي عام 1944م بعد غيبة قاربت حوالي الثلاثين سنة وشاركه في زياراته المشهورة في مناطق برقة مرتدياً لباسه العسكري، واختير سكرتيراً للمؤتمر الذي عقد خلال هذه الزيارة، كما رأس عام 1949م وفدي برقة إلى الأمم المتحدة في ليكسس بأمريكا، وفي عام 1950م عُيّن رئيساً للديوان ، ثم عضواً بلجنة الواحد والعشرين رئيساً لممثلي برقة بها، ثم في الجمعية الوطنية (لجنة الستين) واختير نائباً لرئيسها الشيخ محمد أبو الأسعاد العالم، وساهم بدور كبير في الحصول علي استقلال ليبيا . وبعد الاستقلال عُين وزيراً للدفاع في أول حكومة وطنية برئاسة السيد محمود المنتصر، ثم رئيساً للديوان إلى وفاته مسموما بطرابلس في 8 أغسطس 1953م، وقد دُفِنَ في بنغازي .

## وصلات داخلية
- درنة
- أحمد فؤاد شنيب